# Legoland

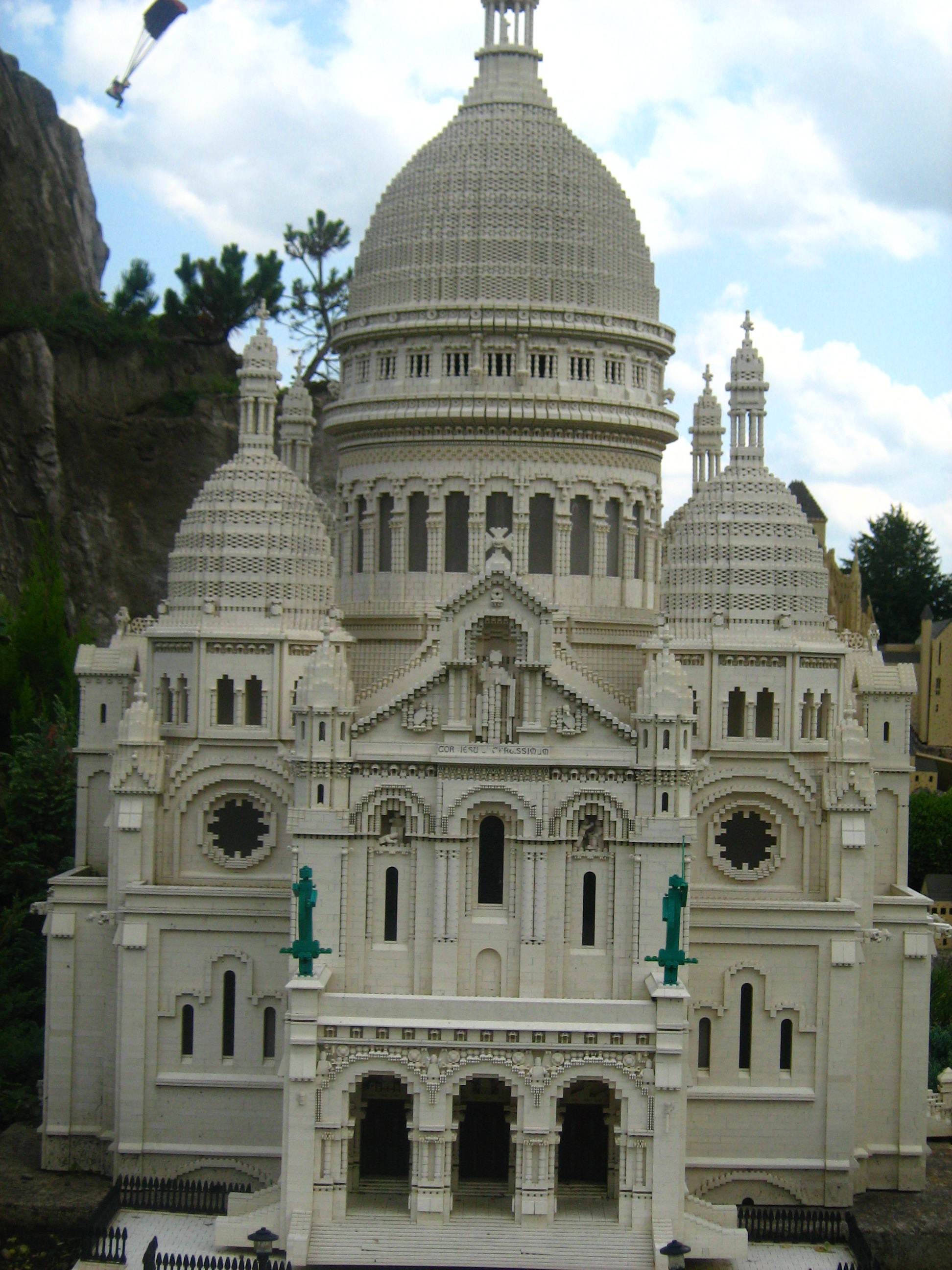
Basilique du Sacré-Cœur nagebouwd in Legoland Windsor

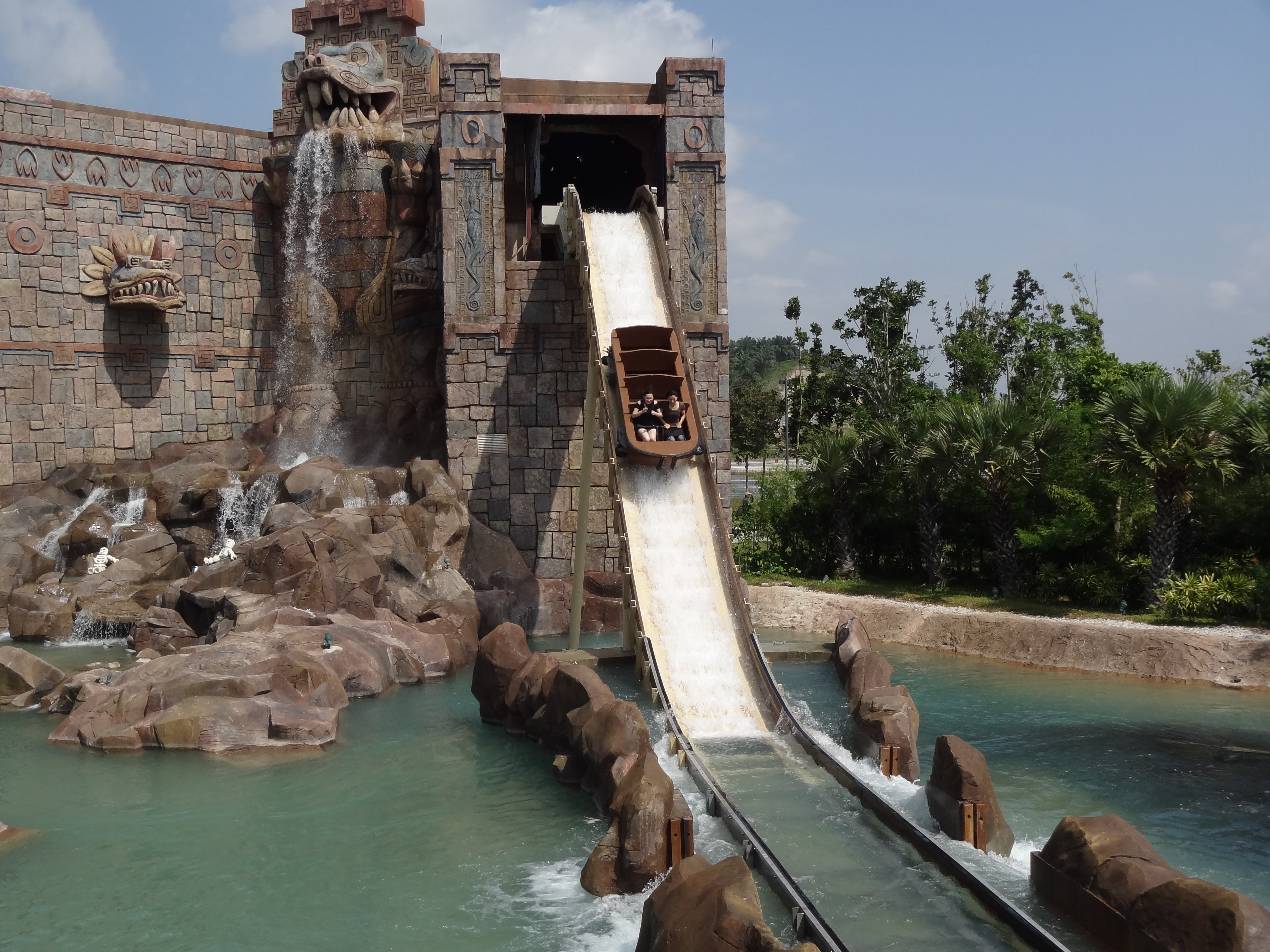
Dino Island in Legoland Maleisië

Legoland is een pretparkketen, bestaande uit twaalf themaparken rond het thema LEGO.

## Geschiedenis
Het begin
In 1968 werd in het Deense Billund het eerste Legolandpark geopend. Dit themapark bestond in het begin uit een miniatuurwereld, volledig opgebouwd uit legosteentjes. Er reden legotreinen, -auto's en -vliegtuigen en er waren veel bekende bouwwerken nagebouwd. Het park bleek een enorm succes: alleen al het eerste jaar kwamen er ruim een half miljoen bezoekers. In de daaropvolgende jaren groeide het park en intussen is het al achtmaal zo groot als oorspronkelijk.
Jaren 90
In de jaren 90 openden twee nieuwe locaties van Legoland. Legoland Windsor opende in 1996 op de locatie waar zich voorheen het Windsor Safari Park bevond. Op 20 maart 1999 opende Legoland Californië de deuren voor bezoekers. De eerste locatie van Legoland buiten Europa.
Jaren 2000
In de jaren 00 opende er een nieuwe locatie van Legoland. Legoland Deutschland opende haar deuren op in 2002. De derde locatie in Europa. Ondanks het aanvankelijke succes van het Legoland Billund, bleek het moeilijk om deze parken winstgevend te maken. In juni 2005 kocht de Blackstone Group, een investeringsbedrijf uit New York, 70% van de aandelen van de vier parken en bracht deze onder in de merknaam Merlin Entertainments Group. De LEGO Group behield 30% van de aandelen. In 2007 opende de eerste locatie van het Legoland Discovery Center in het Duitse Berlijn, een nieuw concept.
Jaren 10
Sinds de overname van de Legoland parken opende zes jaar later, op 15 oktober 2011, Legoland Florida, de tweede locatie van Legoland in de Verenigde Staten. Legoland Florida werd gebouwd op het terrein van het voormalige Cypress Gardens Adventure Park. Hierna volgde nog drie locaties van het park in Azië: Legoland Maleisië (2012), Legoland Dubai (2016) en Legoland Japan (2017).

## Locaties

### Huidige locaties
| Naam                 | Locatie                            | Geopend           |
| -------------------- | ---------------------------------- | ----------------- |
| Legoland Billund     | Billund Denemarken                 | 7 juni 1968       |
| Legoland Windsor     | Windsor Verenigd Koninkrijk        | Maart 1996        |
| Legoland Californië  | Carlsbad Verenigde Staten          | 20 maart 1999     |
| Legoland Deutschland | Günzburg Duitsland                 | Mei 2002          |
| Legoland Florida     | Winter Haven Verenigde Staten      | 15 oktober 2011   |
| Legoland Maleisië    | Nusajaya Maleisië                  | 15 september 2012 |
| Legoland Dubai       | Dubai Verenigde Arabische Emiraten | 31 oktober 2016   |
| Legoland Japan       | Nagoya Japan                       | 1 april 2017      |
| Legoland New York    | Goshen Verenigde Staten            | 29 mei 2021       |
| Legoland Waterpark   | Castelnuovo del Garda Italië       | 15 juni 2021      |
| Legoland Korea       | Chuncheon Zuid-Korea               | 5 mei 2022        |
| Legoland Shanghai    | Shanghai China                     | 5 juli 2025       |

### Toekomstige locaties
In de nabije toekomst zijn er Legoland parken voorzien in China.

### Voormalige locaties
| Naam                | Locatie              | Openingsjaren |
| ------------------- | -------------------- | ------------- |
| Legoland Sierksdorf | Sierksdorf Duitsland | 1973 t/m 1976 |

### Geannuleerde locatie
| Naam            | Locatie          |
| --------------- | ---------------- |
| Legoland België | Gosselies België |